# Южда Григорій Григорович
Григо́рій Григо́рович Южда́ (нар.19 січня 1956, Берислав, Херсонська область) — український журналіст, блогер, 36 років працював у системі державного телебачення і радіомовлення України, з них 18 років — заступником генерального директора Київської державної регіональної телерадіокомпанії (КДРТРК) з питань радіомовлення. Заслужений журналіст України (2008). Член Національної спілки журналістів України з 1998 року. Має 4-й ранг державного службовця (2003).

## Біографія
1981 року закінчив факультет журналістики Київського державного університету ім. Т. Шевченка, за фахом журналіст.
Трудову діяльність розпочав 1973 року, після закінчення Бериславської середньої школи № 1, слюсарем Бериславського машинобудівного заводу.
1974—1976 — строкова служба у Збройних Силах СРСР. 1976—1981 — навчання у КДУ ім. Т. Шевченка.
Журналістська діяльність:
1981—1985 — редактор, кореспондент, старший редактор Головної редакції радіомовлення на Київську область Держтелерадіо України.
1985—1990 — на партійній роботі.
1990—1992 — головний редактор Головної редакції радіомовлення на Київську область.
1992—1996 — начальник управління справами Укртелерадіокомпанії, згодом — Державного комітету телебачення і радіомовлення України.
1996—2002 — заступник генерального директора КДРТРК з питань радіомовлення.
2002—2005 — завідувач відділу моніторингу вітчизняних і закордонних ЗМІ та інтернет-видань Головного управління інформаційної політики Адміністрації Президента України.
2005—2015 — заступник генерального директора КДРТРК з питань радіомовлення.
2015—2017 — заступник директора виконавчого (по радіомовленню) Київської регіональної філії Національної телекомпанії України (з січня 2017 р. — Київської регіональної філії ПАТ «Національна суспільна телерадіокомпанія України»).
2017  — 2022—  доцент кафедри журналістики та нових медіа, завідувач навчальної лабораторії радіомовлення Інституту журналістики Київського університету імені Бориса Грінченка.

## Нагороди та відзнаки
- Почесне звання «Заслужений журналіст України» (2008)
- Відзнака Держкомтелерадіо України «За заслуги в розвитку інформаційної сфери» III ступеня (2005)
- Нагрудний знак Київського міського голови «Знак пошани» (2006)
- Почесна Грамота Київської обласної ради (2006)
- Почесна відзнака «Великого князя Володимира» (мала срібна зірка) УПЦ КП (2007)
- Почесна Грамота Київської облдержадміністрації (2011, 2015)
- Лауреат премії «Незалежність» Київської спілки журналістів (2011)
- Почесна відзнака Святої Праведної Анни на шийній стрічці I ступеня УПЦ КП (2013)
- Подяка Київського університету імені Бориса Грінченка (2020)